# ニコニコ (雑誌)
ニコニコは1911年（明治44年）に創刊した月刊誌。不動貯金銀行頭取・牧野元次郎が主唱したニコニコ倶楽部の機関誌である。

## ニコニコ倶楽部
不動貯金銀行頭取・牧野元次郎はニコニコ主義を唱えて1911年1月、ニコニコ倶楽部を発足させ、2月より倶楽部の機関誌『ニコニコ』を刊行した。アメリカのタフト大統領が会頭の"Optimist Club"を参考にしたクラブである。牧野は大黒天を信仰しており、ニコニコ倶楽部の会則では「会員は常に福徳円満の祖人大黒天を崇拝し、毎朝今日一日の座右銘を三唱し何事もニコニコとして君恩を忘れず、家内睦じく、国家の富強、子孫の繁栄長久を祈る可き事」とされていた。初めの1年で倶楽部の会員は3万人に達したという。

## 雑誌ニコニコ
『ニコニコ』は1911年2月に創刊。編集長は松永敏太郎。毎号、牧野のニコニコ主義に関する巻頭言を載せていた。創刊号の口絵に伊藤博文、桂太郎、渋沢栄一、大倉喜八郎と著名人のニコニコ顔を掲載し、以後も毎号、笑う写真を多数掲載していた。気難しい夏目漱石の笑顔を掲載したことも話題になった。顔の長さを競う「長面会」といった他愛もない催しの開催や、読者の投稿を公募したことも特徴の1つである。『婦人世界』が月8、9万部で発行部数日本一と言われた時代に、7万部を発行していたという（1916年当時）。

1917年10月（81号）をもって休刊、ニコニコ倶楽部も解散となった。松永によれば、『ニコニコ』は預金者の獲得に大きく貢献したが、不動貯金銀行の千円以上の預金者に無料で配布しており、雑誌としては赤字であった。
休刊後、編集長の松永は雑誌を『夢の世界』と改題し、不動貯金銀行から離れ、林田亀太郎らとともに1918年4月から刊行。「非ニコニコ主義」「あきらめ主義」を唱え、政治、社会問題を多く取り上げた。翌1919年11月に再び『ニコニコ』に改題するが、数号で休刊したと見られる。
その後、不動貯金銀行が直接発行する機関誌として存続したようだが、詳細は不明。

## 松永敏太郎
松永敏太郎（びんたろう）は1874年（明治7年）10月、徳島生まれ。23歳で台湾に渡り、鉄道建設や日本語教師を経て1900年に帰国。報知新聞社に入社。その後、独立し雑誌の刊行や通信社を興した。
1909年に牧野元次郎と出会い、不動貯金銀行に入社。1911年にニコニコ倶楽部理事となり雑誌『ニコニコ』を創刊。松永ニコニコ山人と呼ばれる。
『ニコニコ』休刊後の1918年1月に退社。同年2月初めに元銀行幹部3名とともに「不動貯金銀行調査会」なる名義で、牧野社長の銀行経営を批判。これが元で取付け騒ぎが起こり、松永は直後に「軽挙妄動の結果預金者に迷惑をかけた」と謝罪文を公表した。その後、前記のように『夢の世界』等を発行。震災後の1924年、銀座にニコニコ倶楽部という食堂、貸席を開いた。1927年（昭和2年）6月1日、病気のため死亡。